# Worstelen op de Olympische Zomerspelen 2004

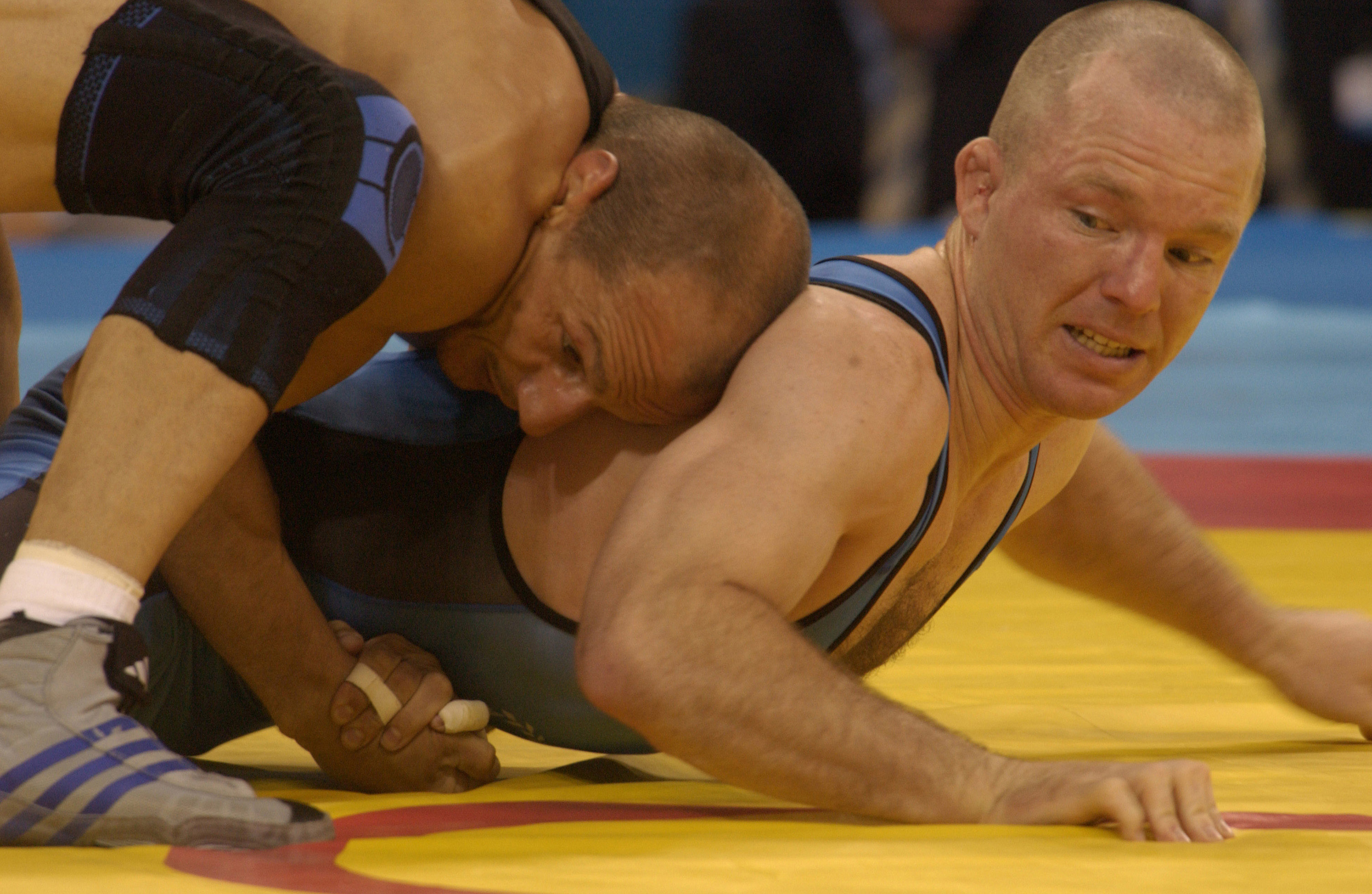
Wood tegen Zamanduridis in de tweede ronde Grieks-Romeins worstelen tot 66 kg op de Olympische Zomerspelen 2004

Worstelen is een van de sporten die beoefend werden tijdens de Olympische Zomerspelen 2004 in Athene. Dit jaar was worstelen voor het eerst een Olympische discipline bij de dames.

## Heren

### Grieks-Romeins

#### tot 55 kg
| rang   | sporter            | land |
| ------ | ------------------ | ---- |
| Goud   | István Majoros     | HUN  |
| Zilver | Gajdar Mamedalijev | RUS  |
| Brons  | Artiom Kiouregkian | GRE  |
| 4      | Aleksej Vakoelenko | UKR  |
| 5      | Lázaro Rivas Scull | CUB  |
| 6      | Irakli Tsjotsjoea  | GEO  |
| 7      | Im Dae-won         | KOR  |
| 8      | Håkan Nyblom       | DEN  |

#### tot 60 kg
| rang   | sporter              | land |
| ------ | -------------------- | ---- |
| Goud   | Jung Ji-hyun         | KOR  |
| Zilver | Roberto Monzon       | CUB  |
| Brons  | Armen Nazarjan       | BUL  |
| 4      | Aleksej Sjevtsov     | RUS  |
| 5      | Makoto Sasamoto      | JPN  |
| 6      | Noerlan Koizjaiganov | KAZ  |
| 7      | Eusebiu Diaconu      | ROU  |
| 8      | Şeref Tüfenk         | TUR  |

#### tot 66 kg
| rang   | sporter                | land |
| ------ | ---------------------- | ---- |
| Goud   | Farid Mansoerov        | AZE  |
| Zilver | Şeref Eroğlu           | TUR  |
| Brons  | Mchitar Manoekjan      | KAZ  |
| 4      | Jimmy Samuelsson       | SWE  |
| 5      | Armen Vardanjan        | UKR  |
| 6      | Konstantinos Arkoudeas | GRE  |
| 7      | Jannis Zamanduridis    | GER  |
| 8      | Vaghinak Galoestjan    | ARM  |

#### tot 74 kg
| rang   | sporter                  | land |
| ------ | ------------------------ | ---- |
| Goud   | Aleksandr Doktoerisjvili | UZB  |
| Zilver | Marko Yli-Hannuksela     | FIN  |
| Brons  | Varteres Samoergasjev    | RUS  |
| 4      | Reto Bucher              | SUI  |
| 5      | Danil Sjalimov           | KAZ  |
| 6      | Filiberto Ascuy Aguilera | CUB  |
| 7      | Konstantin Schneider     | GER  |
| 8      | Tamás Berzicza           | HUN  |

#### tot 84 kg
| rang   | sporter               | land |
| ------ | --------------------- | ---- |
| Goud   | Aleksej Misjin        | RUS  |
| Zilver | Ara Abrahamian        | SWE  |
| Brons  | Vjatsjeslav Makarenko | BLR  |
| 4      | Hamza Yerlikaya       | TUR  |
| 5      | Dimitrios Avramis     | GRE  |
| 6      | Aleksandr Darahan     | UKR  |
| 7      | Shingo Matsumoto      | JPN  |
| 8      | Levon Geghamjan       | ARM  |

#### tot 96 kg
| rang   | sporter               | land |
| ------ | --------------------- | ---- |
| Goud   | Karam Ibrahim Gaber   | EGY  |
| Zilver | Ramaz Nozadze         | GEO  |
| Brons  | Mehmet Özal           | TUR  |
| 4      | Ernesto Williams Peña | CUB  |
| 5      | Genadi Chkhaidze      | KGZ  |
| 6      | Gogi Kogoeasjvili     | RUS  |
| 7      | Georgios Koutsioumpas | GRE  |
| 8      | Kalojan Dintsjev      | BUL  |

#### tot 120 kg
| rang   | sporter              | land |
| ------ | -------------------- | ---- |
| Goud   | Chasan Barojev       | RUS  |
| Zilver | Georgi Tsoertsoemija | KAZ  |
| Brons  | Rulon Gardner        | USA  |
| 4      | Sajad Barzi          | IRI  |
| 5      | Mijaín López         | CUB  |
| 6      | Yannick Szczepaniak  | UKR  |
| 7      | Xenofon Koutsioumpas | GRE  |
| 8      | Sergej Moereiko      | BUL  |

### Vrije stijl

#### tot 55 kg
| rang   | sporter             | land |
| ------ | ------------------- | ---- |
| Goud   | Mavlet Batirov      | RUS  |
| Zilver | Stephen Abas        | USA  |
| Brons  | Chikara Tanabe      | JPN  |
| 4      | Amiran Karntanov    | GRE  |
| 5      | Li Zhengyu          | CHN  |
| 6      | Kim Hyo-sub         | KOR  |
| 7      | Aleksandr Zacharoek | UKR  |
| 8      | O Song Nam          | PRK  |

#### tot 60 kg
| rang   | sporter                | land |
| ------ | ---------------------- | ---- |
| Goud   | Yandro Miguel Quintana | CUB  |
| Zilver | Masoud Jokar           | IRI  |
| Brons  | Kenji Inoue            | JPN  |
| 4      | Vasyl Fedorysjin       | UZB  |
| 5      | David Pogosian         | GEO  |
| 6      | Guivi Sissaouri        | CAN  |
| 7      | Jung Young-ho          | KOR  |
| 8      | Lubos Cikel            | AUT  |

#### tot 66 kg
| rang   | sporter                | land |
| ------ | ---------------------- | ---- |
| Goud   | Elbroes Tedejev        | UKR  |
| Zilver | Jamill Kelly           | USA  |
| Brons  | Machatsj Moertazalijev | KOR  |
| 4      | Leonid Spiridonov      | KAZ  |
| 5      | Kazuhiko Ikematsu      | JPN  |
| 6      | Apostolos Taskoudis    | GRE  |
| 7      | Ömer Çubukci           | TUR  |
| 8      | Serafim Barzakov       | BUL  |

#### tot 74 kg
| rang   | sporter             | land |
| ------ | ------------------- | ---- |
| Goud   | Boevajsa Sajtijev   | RUS  |
| Zilver | Gennadi Lalijev     | KAZ  |
| Brons  | Iván Fundora        | CUB  |
| 4      | Krystian Brzozowski | POL  |
| 5      | Joe Williams        | USA  |
| 6      | Daniel Igali        | CAN  |
| 7      | Salvatore Rinella   | ITA  |
| 8      | Arajik Gevorgjan    | ARM  |

#### tot 84 kg
| rang   | sporter          | land |
| ------ | ---------------- | ---- |
| Goud   | Cael Sanderson   | USA  |
| Zilver | Moon Eui-jae     | KOR  |
| Brons  | Sazjid Sazjidov  | RUS  |
| 4      | Yoel Romero      | CUB  |
| 5      | Majid Khodaei    | IRI  |
| 6      | Lazaros Loizidis | GRE  |
| 7      | Taras Danko      | UKR  |
| 8      | Sjamil Alijev    | TJK  |

#### tot 96 kg
| rang   | sporter               | land |
| ------ | --------------------- | ---- |
| Goud   | Chadjimoerat Gatsalov | RUS  |
| Zilver | Magomed Ibragimov     | UZB  |
| Brons  | Alireza Heidari       | IRI  |
| 4      | Daniel Cormier        | USA  |
| 5      | Roestam Aghajev       | AZE  |
| 6      | Wang Yuanyuan         | CHN  |
| 7      | Aleksandr Sjemarov    | BLR  |
| 8      | Eldari Koertanidze    | GEO  |

#### tot 120 kg
| rang   | sporter                     | land |
| ------ | --------------------------- | ---- |
| Goud   | Artoer Tajmazov             | UZB  |
| Zilver | Alireza Rezaei              | IRI  |
| Brons  | Aydın Polatçı               | TUR  |
| 4      | Marid Moetalimov            | KAZ  |
| 5      | Alexis Rodríguez Varela     | CUB  |
| 6      | Koeramagomed Koeramagomedov | RUS  |
| 7      | Kerry McCoy                 | USA  |
| 8      | Bozjidar Bojadzjiev         | BUL  |

## Dames

### Vrije stijl

#### tot 48 kg
| rang   | sporter               | land |
| ------ | --------------------- | ---- |
| Goud   | Irini Merleni         | UKR  |
| Zilver | Chiharu Icho          | JPN  |
| Brons  | Patricia Miranda      | USA  |
| 4      | Angélique Berthenet   | FRA  |
| 5      | Larisa Oorzjak        | RUS  |
| 6      | Brigitte Wagner       | GER  |
| 7      | Lidija Karamtsjakova  | TJK  |
| 8      | Enkhjargal Tsogtbazar | MGL  |

#### tot 55 kg
| rang   | sporter             | land |
| ------ | ------------------- | ---- |
| Goud   | Saori Yoshida       | JPN  |
| Zilver | Tonya Verbeek       | CAN  |
| Brons  | Anna Gomis          | FRA  |
| 4      | Ida-Theres Karlsson | SWE  |
| 5      | Sun Dongmei         | CHN  |
| 6      | Tela O'Donnell      | USA  |
| 7      | Lee Na-lae          | KOR  |
| 8      | Tatjana Lazareva    | UKR  |

#### tot 63 kg
| rang   | sporter           | land |
| ------ | ----------------- | ---- |
| Goud   | Kaori Icho        | JPN  |
| Zilver | Sara McMann       | USA  |
| Brons  | Lise Legrand      | FRA  |
| 4      | Stavroula Zygouri | GRE  |
| 5      | Viola Yanik       | CAN  |
| 6      | Volha Chilko      | BLR  |
| 7      | Stephanie Gross   | GER  |
| 8      | Alena Kartasjova  | RUS  |

#### tot 72 kg
| rang   | sporter             | land |
| ------ | ------------------- | ---- |
| Goud   | Wang Xu             | CHN  |
| Zilver | Goezel Manjoerova   | RUS  |
| Brons  | Kyoko Hamaguchi     | JPN  |
| 4      | Svetlana Sajenko    | UKR  |
| 5      | Christine Nordhagen | CAN  |
| 6      | Anita Schätzle      | GER  |
| 7      | Toccara Montgomery  | USA  |
| 8      | Maria Louiza Vryoni | GRE  |

## Medaillespiegel
| rang   | land             | goud | zilver | brons | totaal |
| ------ | ---------------- | ---- | ------ | ----- | ------ |
| 1      | Rusland          | 5    | 2      | 3     | 10     |
| 2      | Japan            | 2    | 1      | 3     | 6      |
| 3      | Oezbekistan      | 2    | 1      | 0     | 3      |
| 4      | Oekraïne         | 2    | 0      | 0     | 2      |
| 5      | Verenigde Staten | 1    | 3      | 2     | 6      |
| 6      | Cuba             | 1    | 1      | 1     | 3      |
| 7      | Zuid-Korea       | 1    | 1      | 0     | 2      |
| 8      | Azerbeidzjan     | 1    | 0      | 0     | 1      |
| 8      | China            | 1    | 0      | 0     | 1      |
| 8      | Egypte           | 1    | 0      | 0     | 1      |
| 8      | Hongarije        | 1    | 0      | 0     | 1      |
| 12     | Iran             | 0    | 2      | 1     | 3      |
| 12     | Kazachstan       | 0    | 2      | 1     | 3      |
| 14     | Turkije          | 0    | 1      | 2     | 3      |
| 15     | Canada           | 0    | 1      | 0     | 1      |
| 15     | Finland          | 0    | 1      | 0     | 1      |
| 15     | Georgië          | 0    | 1      | 0     | 1      |
| 15     | Zweden           | 0    | 1      | 0     | 1      |
| 19     | Frankrijk        | 0    | 0      | 2     | 2      |
| 20     | Bulgarije        | 0    | 0      | 1     | 1      |
| 20     | Griekenland      | 0    | 0      | 1     | 1      |
| 20     | Wit-Rusland      | 0    | 0      | 1     | 1      |
| totaal | totaal           | 18   | 18     | 18    | 54     |

Athene 1896 · 
St. Louis 1904 · 
Londen 1908 · 
Stockholm 1912 · 
Antwerpen 1920 · 
Parijs 1924 · 
Amsterdam 1928 · 
Los Angeles 1932 · 
Berlijn 1936 · 
Londen 1948 · 
Helsinki 1952 · 
Melbourne 1956 · 
Rome 1960 · 
Tokio 1964 · 
Mexico-stad 1968 · 
München 1972 · 
Montréal 1976 · 
Moskou 1980 · 
Los Angeles 1984 · 
Seoel 1988 · 
Barcelona 1992 · 
Atlanta 1996 · 
Sydney 2000 · 
Athene 2004 · 
Peking 2008 · 
Londen 2012 · 
Rio de Janeiro 2016 · 
Tokio 2020  · 
Parijs 2024  · 
Los Angeles 2028 — medaillewinnaars
Atletiek · Badminton · Basketbal · Boksen · Boogschieten · Gewichtheffen · Gymnastiek · Handbal · Hockey · Honkbal · Judo · Kanovaren · Moderne vijfkamp · Paardensport · Roeien · Schermen · Schietsport · Schoonspringen · Softbal · Synchroonzwemmen · Taekwondo · Tafeltennis · Tennis · Triatlon · Voetbal · Volleybal · Waterpolo · Wielersport · Worstelen · Zeilen · Zwemmen